# رجل إطفاء

سيارة إطفاء تابعة للحماية المدنية التونسية

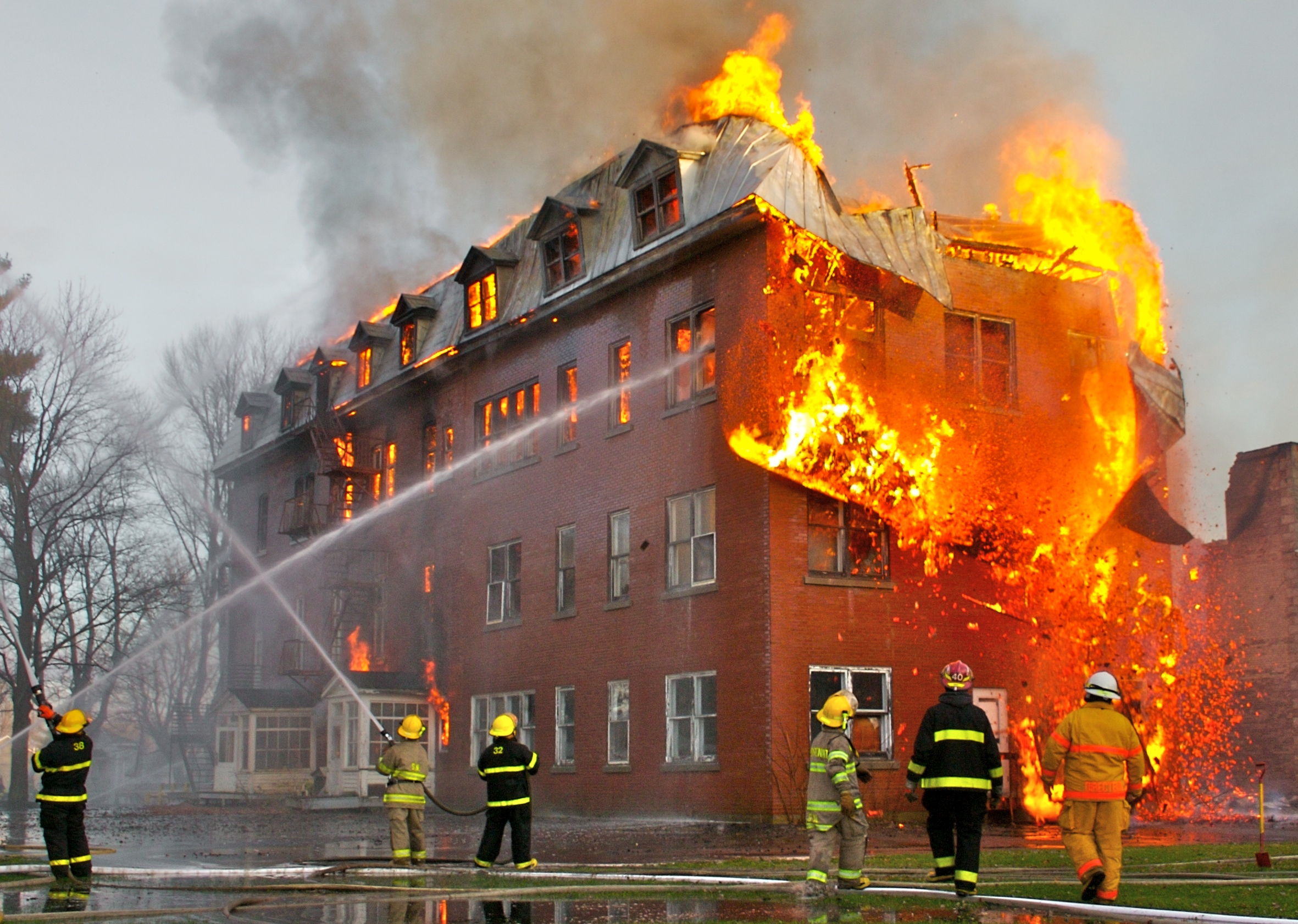
هذه الصورة التقطت لحريق كبير في مقاطعة كيبك بكندا، وتظهر ما يمكن أن يتعرض له رجال الإطفاء من مخاطر مثل انهيار سقف المبنى المحترق 2006.

رجال الإطفاء أو الإِطْفَائِيُّون (المفرد: إِطْفَائِيّ) أو رجال الحماية المدنية أو رجال الدفاع المدني هم رجال إنقاذ مدربون تدريبا كبيرا على إخماد الحرائق الخطرة التي تهدد السكان وممتلكاتهم، وإنقاذ الناس من حوادث السيارات، وانهيارت المباني واحتراقها وغيرها من الحالات. ويعتبر رجال الإطفاء واحدا من الخدمة العامة الموثوقة.
وقد أدى التعقيد المتزايد في الحياة الصناعية الحديثة مع زيادة حجم المخاطر إلى تطور تقنيات مكافحة الحرائق وتوسيع اختصاصات رجال الإطفاء وعمال الإنقاذ، وقد انتشر رجال الإطفاء ووحداتهم في جميع أنحاء العالم: في البراري، والمناطق الحضرية، وعلى متن السفن.
يعتبر رجال الإطفاء الجنود المجهولون في عدد كبير من الدول رغم أهميتهم الكبيرة التي تعمتد عليها هذه الدول في حماية ممتلكاتها المدنية سواء كانت مادية أو معنوية، ولهم دور كبير في حماية المناشآت الحيوية التي تحتاج إلي حماية من الحرائق والتي تكون عرضة لهذا النوع من الحوادث وأكبر مثال على ذلك هو شركات البترول والتي يجب أن تولي أكبر اهتمام للأمان وذلك باعتماد أحدث التقنيات التي تساعد على مكافحة الحرائق أو حتى التي تتوقع الحريق قبل حدوثه، ولهؤلاء الجنود فضل كبير في حماية هذه الممتلكات، وتقديم الخدمات الإسعافية وحتى الطبية.

## أهداف مكافحة الحرائق

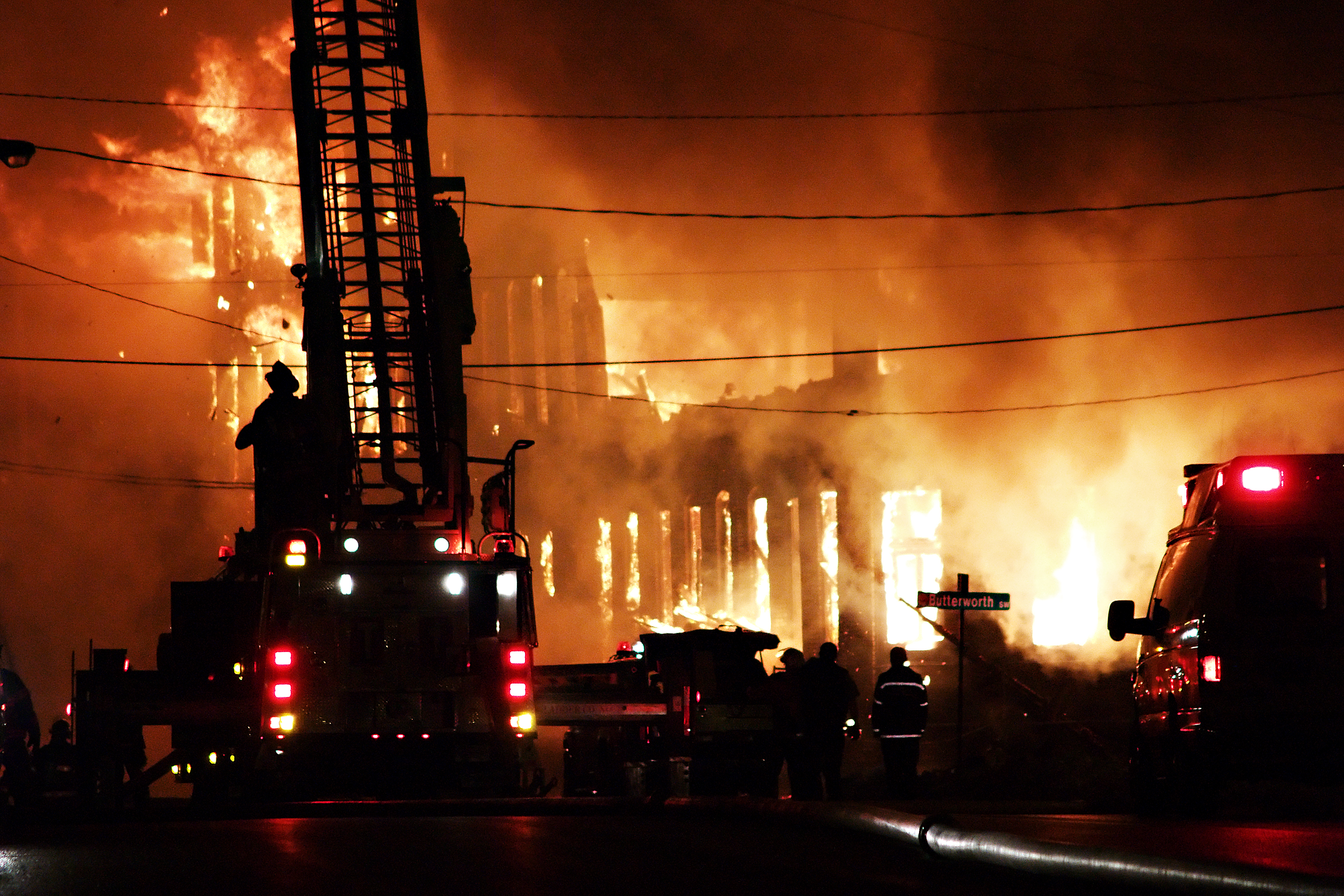
رجال الإطفاء ومعدات الإطفاء في مسرح حريق مصنع في غراند رابيدز بميشيغان.

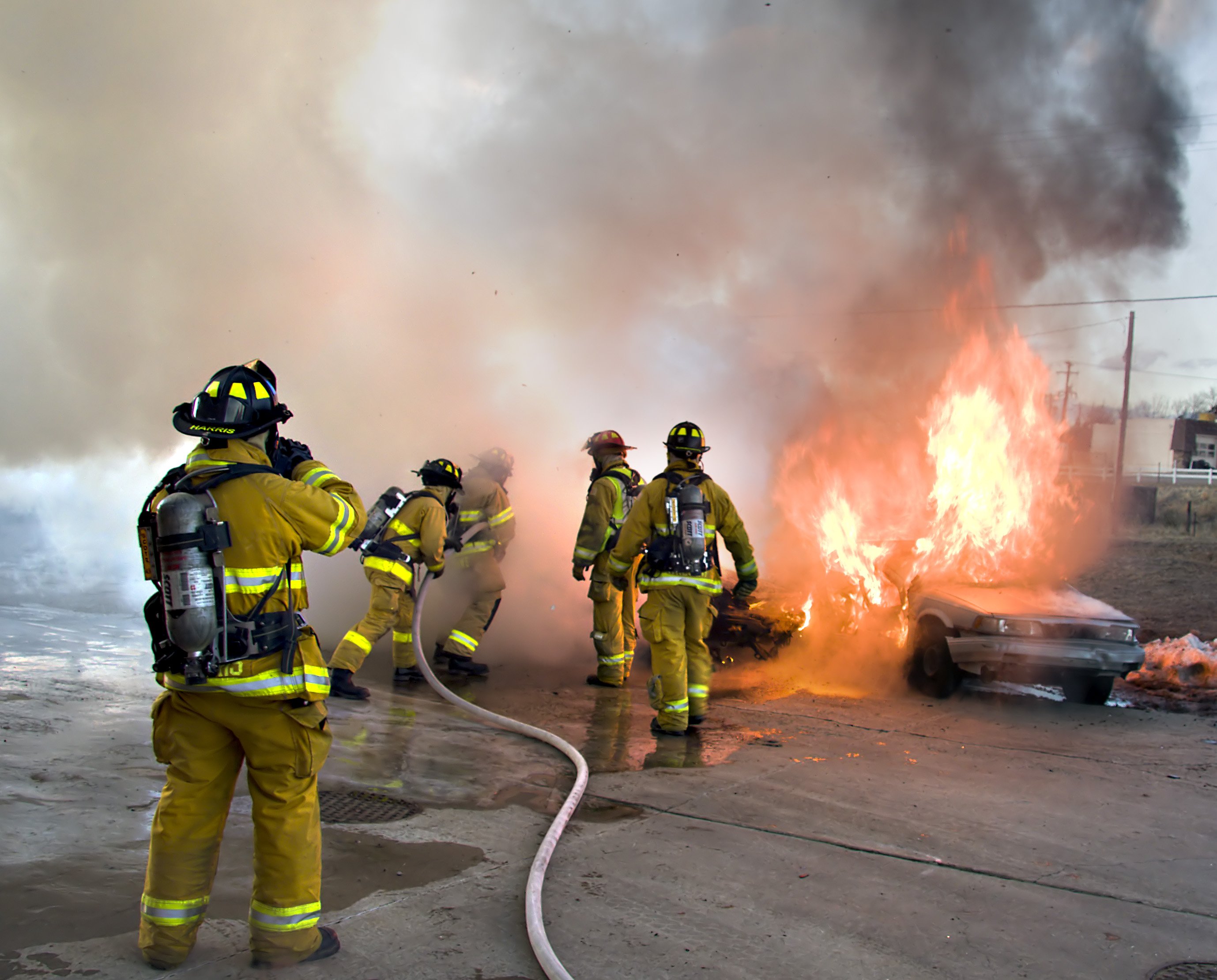
رجال إطفاء الولايات المتحدة خلال تمرين في مدينة فرانك، كولورادو.

## وحدة الإطفاء والإنقاذ بالمطارات
تعتبر وحدات الإطفاء والإنقاذ بالمطارات الجندي المجهول في المطارات حيث يقومون بأعمال ومسؤوليات كثيرة لا يعلمها المسافرون أما بالنسبة للعاملين بالمطارات فلديهم بعض المعرفة بهذه الوحدة ومدى أهميتها بالنسبة لحركة الطيران وكذلك حمايتهم أثناء أداء عملهم بالمطار.
وخدمات الإطفاء بالمطارات تتوفر بها عربات إطفاء ومعدات متخصصة بمجابهة حرائق الطائرات وحوادثها والحوادث والحرائق في منشآت المطار والتي تصنف بخطورتها العالية بسبب وجود كميات كبيرة من الوقود الخاص بالطائرات، أما بالنسبة للطائرات فعملها يقتصر على حوادث الطائرات في دائرة قطرها خمسة كيلو مترات؛ لأن الحوادث أبعد من هذه المسافة تكون قاتلة والحطام شديد ونجاة أحد الركاب منه يكون من المستحيل [بحاجة لمصدر] بالإضافة للوقت المستغرق للوصول أبعد من هذه المسافة بلا طائل فتصبح مثل هذه الحوادث تحت مسئولية الحادث للإطفاء الموجود قريب من موقع الحادث والذي يتبع الدفاع المدني أو البلدية حسب نظام البلد وذلك لا يمنع من مشاركة وحدة الإطفاء الخاصة بالمطار بمشاركة محدودة لتقديم النصح للدفاع المدني عند الحاجة، أما داخل الكيلو مترات الخمسة من منتصف المطار فمثل هذه الحوادث تستجيب لها وحدة الإطفاء بالمطار حيث يجب أن تصل أول عربة إطفاء لموقع الحادث خلال دقيقتين وتفرغ نصف حمولتها خلال الدقيقة الثالثة. (حمولة العربة تقريبا 10000 لتر من الماء و 1500 لتر من الرغوة الخاصة بالحرائق.)

## وصلات خارجية
- U.S. المعهد الوطني للسلامة والصحة المهنية Topic: Fire Fighter Fatality Investigation and Prevention Program